# STALKER: Shadow of Chernobyl
 (juillet 2009).
Si vous disposez d'ouvrages ou d'articles de référence ou si vous connaissez des sites web de qualité traitant du thème abordé ici, merci de compléter l'article en donnant les références utiles à sa vérifiabilité et en les liant à la section « Notes et références ».
Pour les articles homonymes, voir Stalker.
STALKER: Shadow of Chernobyl (initialement STALKER: Oblivion Lost) est un  jeu vidéo développé par le studio ukrainien GSC Game World. Il s’agit d’un survival - jeu de tir à la première personne intégrant des éléments de jeu de rôle.
Dans STALKER, le joueur prend l'identité d'un pilleur d'artefacts de « la Zone ». La Zone est le lieu de l'explosion de la centrale nucléaire de Tchernobyl en 1986, devenu un no man's land où les radiations causent d'étranges changements dans la faune et la flore, ainsi que des anomalies dans les lois physiques. Le joueur peut se déplacer dans les environs pour effectuer ses missions.

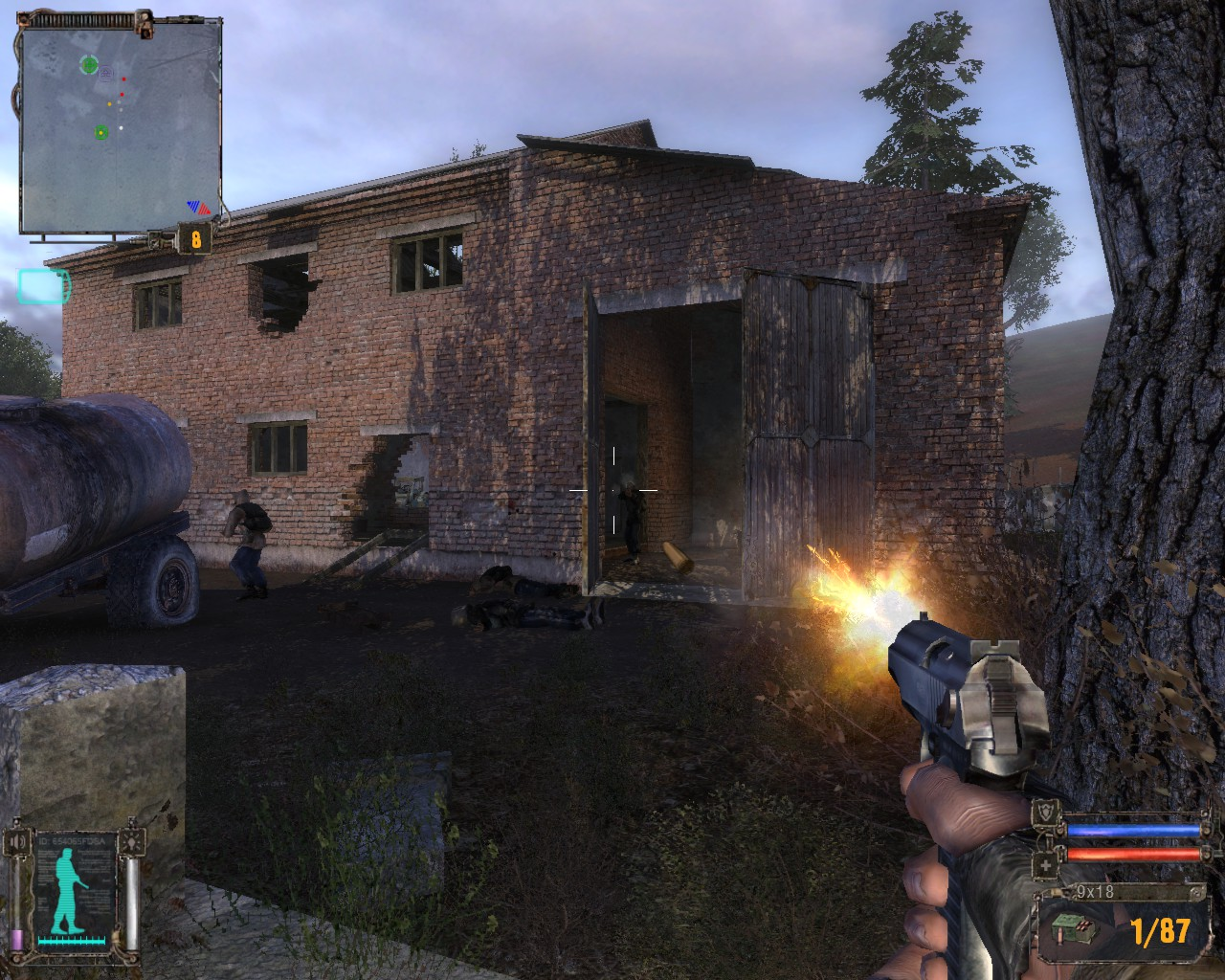
Copie d'écran du jeu.

Début 2007, THQ, l'éditeur du jeu, a révélé que STALKER était l'acronyme de « Scavengers, Trespassers, Adventurers, Loners, Killers, Explorers and Robbers ». Traduits en français, ces termes signifient « Pilleurs, Transgresseurs, Aventuriers, Solitaires, Tueurs, Explorateurs et Voleurs ». Le verbe anglais « to stalk » signifie aussi « avancer furtivement, traquer, rôder ».

## Scénario

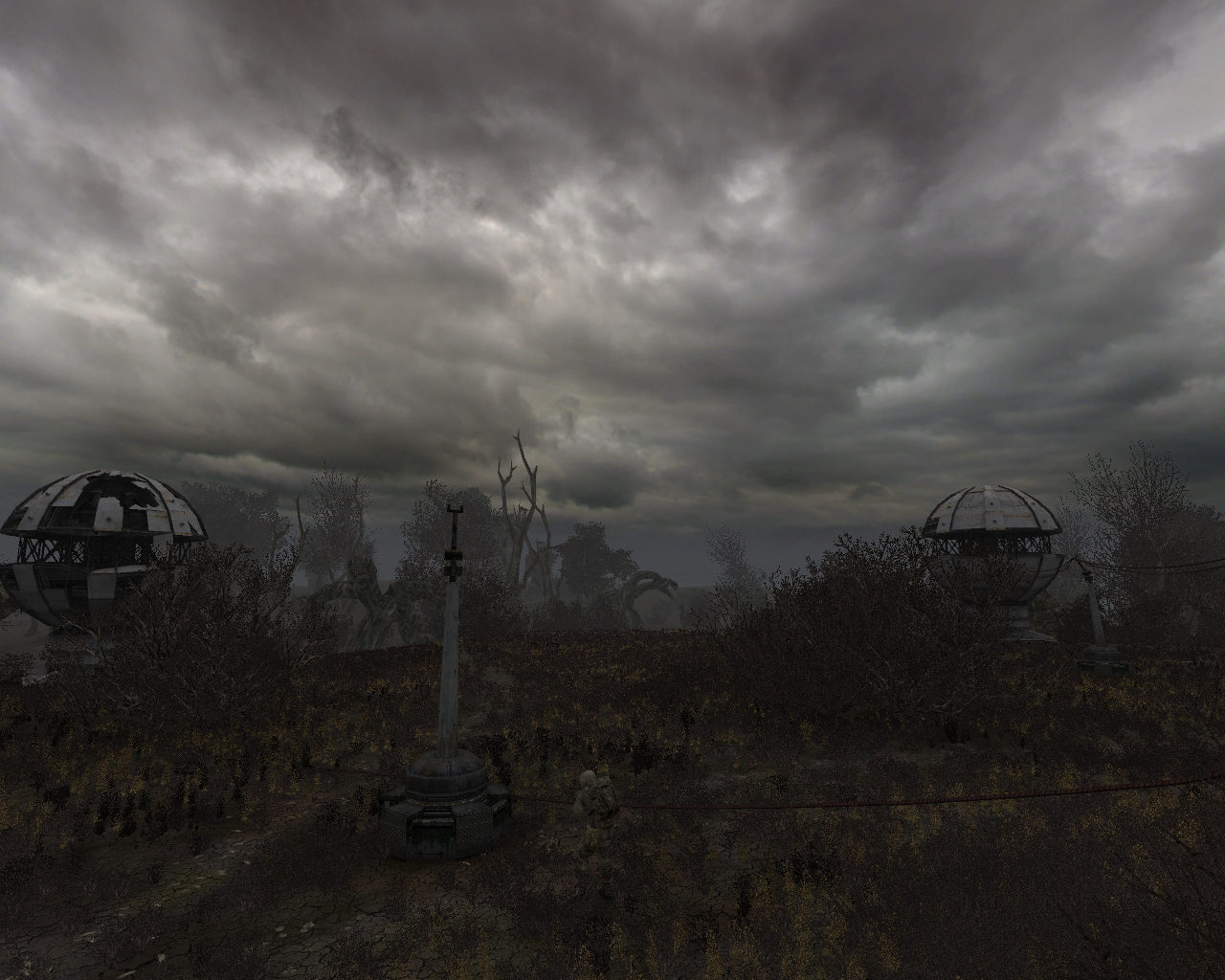
Scène représentative des graphismes et de la luminosité du jeu, développant une atmosphère post-apocalyptique.

Tchernobyl, 2006. Vingt ans après la catastrophe nucléaire, une nouvelle explosion du réacteur a lieu. Personne ne sait vraiment ce qui a pu se passer, mais la présence inquiétante de phénomènes météorologiques ou géologiques comme des séismes ou de grands orages laisse à penser que le réacteur a explosé une seconde fois. La Zone étant devenue dangereuse, les autorités la bouclent et en interdisent l'accès.
En 2008, des mutants font leur apparition à proximité du périmètre de sécurité et sont repoussés par l'armée. La population locale se pose quelques questions à propos de ce qui se passe dans la Zone. Les plus courageux s'aventurent dans la Zone mais peu d'entre eux en reviennent.
Les quelques survivants font part de récits fantastiques et rapportent des « reliques » appelées artefacts, qui se négocient à des prix exorbitants auprès des scientifiques et de marchands peu scrupuleux. Ces braconniers de la Zone sont surnommés les « Stalkers ».
En plus de la violente concurrence entre Stalkers, différentes factions se font une guerre ouverte : le Devoir (Duty), la Liberté (Freedom), les Monolithes (The Monolith), les Militaires des l'Armée Ukrainienne, les Mercenaires (Mercenaries), les Scientifiques (Ecologists) et les Bandits.
Le jeu se déroule en 2012. Le joueur y incarne un Stalker surnommé « Le Tatoué » qui a perdu la mémoire, avec sur son bras tatoué les lettres « STALKER ». Le joueur commencera par exécuter quelques missions pour le compte du marchand d'artefacts qui l'a recueilli et soigné. C'est ainsi qu'il fera ses "premiers" pas dans la Zone…

### Inspiration
Le scénario de ce jeu est librement inspiré du livre éponyme d'Arcadi et Boris Strougatski, Stalker : pique-nique au bord du chemin, et du film d'Andreï Tarkovski qui en a été tiré, Stalker.
Dans le film, un guide, appelé « stalker », emmène des personnes dans une zone truffée de dangers et d'anomalies (dont certaines ont été partiellement reprises dans le jeu, comme le "meat mincer" - hachoir à viande - présent dans la dernière partie du film), afin d'atteindre une pièce située en son centre et réputée exaucer les désirs les plus profonds de ceux qui y entrent.
Dans le livre, un stalker cherche des artefacts dans la zone afin de les vendre. Il affrontera différentes anomalies dont les plus notables sont la calvitie de moustique (espace invisible qui repousse violemment tout ce qui y entre) et le hachoir (force invisible qui broie les êtres vivants puis se désactive pour un certain temps). Dans la dernière partie du livre il part à la recherche de la boule d'or, artefact censé exaucer les vœux. Cet artefact sera repris dans le film et le jeu sous plusieurs formes. 
Dans le jeu, et outre la Zone, il est question d'un Monolithe, aussi appelé Exauceur, qui donnerait vie aux souhaits les plus chers de ceux qui parviendraient à l'atteindre (avec pour effet secondaire l'augmentation du diamètre de la zone de 5 km). Ce monolithe, situé dans le cœur de la centrale, n'est pas sans rappeler la pièce mystérieuse du film, et le danger évoqué par les personnages, du fait de réaliser des désirs profonds qui peuvent s'avérer mortels. Selon les dire des personnages du jeu, il s'agirait d'un immense cristal tombé du ciel, et qui se serait logé dans le sarcophage (dans le film, on parle brièvement d'une théorie attribuant l'origine de la Zone aux extra-terrestres). Contrairement au film, l'emplacement précis de la zone et l'année du déroulement de l'histoire sont connus dans le jeu.
Le sarcophage est un immense bloc de béton construit tout autour du réacteur no 4 de la centrale de Tchernobyl, visant à empêcher les radiations de s'échapper et de continuer à contaminer l'Europe.

## Système de jeu

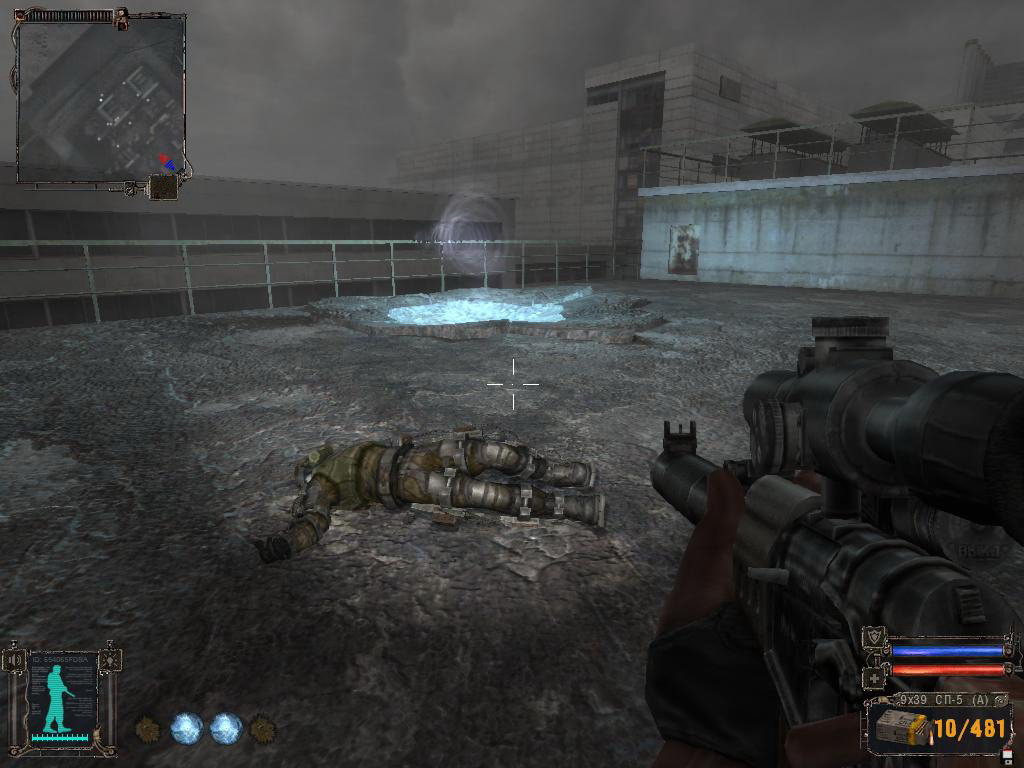
Scène du jeu.

Doté d'un inventaire, de quêtes principales et annexes, STALKER est structuré comme un RPG. Les situations de combats se montrent variées et parfois très spectaculaires, grâce au système d'intelligence artificielle développée pour ce jeu appelé « A-Life ». L'A-Life est très différent de ce que les joueurs ont connu jusqu'à présent, dans le sens où il doit recréer une réalité vivante logique et cohérente, à la fois de la zone et de ses habitants, indépendante des actions du joueur et aléatoire d'une partie à l'autre (même si certaines actions obligatoires, appelées « scripts » dans le jeu vidéo, sont intégrées pour le bon déroulement de l'aventure, certaines séquences du jeu faisant notamment penser à Doom 3).
Le jeu est doté d'un cycle jour/nuit et d'un cycle climatique très travaillé. Des véhicules sont présents, mais la possibilité de les conduire (présente dans la bêta BUILD 1935) fut retirée pour la sortie du jeu car d'après les développeurs : « Les joueurs prenaient plus de plaisir à découvrir la zone à pied qu'en véhicule. » Selon GSC Game World et THQ, le jeu durerait entre 40 et 60 heures, les différentes actions réalisées au cours du jeu modifiant la fin : il y en a 7 différentes, dont deux considérées comme « bonnes », car complétant au plus la trame du jeu.

## Développement

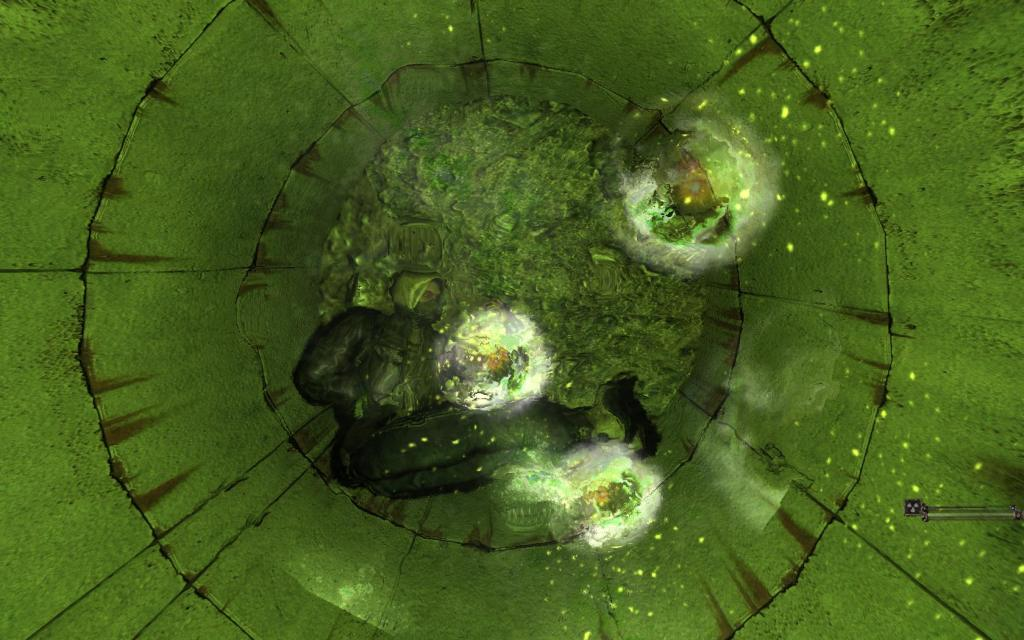
Artefacts du jeu.

### Délais de développement
Annoncé pour la première fois en novembre 2001, le jeu a gagné, en 2006, le titre de Vaporware 2006 Award qui récompense les meilleurs vaporwares de l'année 2006.
Malgré les distinctions qui saluent sa réalisation, le développement fut chaotique. Le jeu a changé de nom, initialement nommé : STALKER Oblivion Lost. Les dates de sorties étaient constamment repoussées (2004, 2005, 2006…). Son développement fut annulé, puis repris… Ces évènements ont enthousiasmé certains joueurs qui voyaient dans ce calvaire la naissance d'un chef-d'œuvre et en a rebuté beaucoup d'autres. Il avait donc déjà beaucoup fait parler de lui avant sa sortie, à la suite de son long développement.
De nombreuses possibilités ont dû être retirées ou réduites de la première version (conduite de voiture, adhésion à une faction, éléments d'animaux, dimensions des cartes…). En outre, de trop nombreux bugs, en particulier dans la version commercialisée, gênaient ou rendaient impossible l'accomplissement de quêtes, occasionnaient de nombreux retour au bureau et rendaient inutilisable certaines sauvegardes (des patchs (mises à jour officielles) furent rapidement disponibles par la suite).

### Doublage
Le jeu bénéficie d'un très bon doublage français, effectué par des comédiens reconnus de la scène française.
Voici les principaux doublages :
- Daniel Beretta : Le Barman
- José Luccioni : Sidorovitch
- Benoît Allemane : Le Doc
- Thierry Mercier : Le commandant des troupes d'élite
- Vincent Violette : La Conscience "C"

## Suites
GSC a développé une préquelle (avant-propos) aux évènements de Shadow of Chernobyl, STALKER: Clear Sky, commercialisé en septembre 2008.
Une suite, STALKER: Call of Pripyat fut commercialisée en Russie en octobre 2009 (en février 2010 en France). C'est le premier des trois STALKER à connaître une sortie anticipée dans les pays slaves. Cette manœuvre a pour but, à demi-avoué par GSC, de mettre une bonne fois pour toutes fin à l'accusation de sortir des STALKER injouables à leur commercialisation, la communauté de joueurs russes servant en quelque sorte de testeur final.
Un jeu STALKER 2 a été mis en développement en 2012, avant d'être annulé.

Logo de STALKER: Lost Alpha.

STALKER: Lost Alpha est un jeu vidéo de tir en vue subjective, survival, intégrant des éléments de jeu de rôle développés par dez0wave en partenariat avec GSC Game World. Basé sur une version alpha de STALKER: Shadow of Chernobyl, cet opus fait découvrir une partie de l'intrigue retirée lors de la première publication en 2009. Des factions retirées sont ainsi réintroduites, certaines régions inaccessibles ont été intégrées à la quête principale et une nouvelle conclusion a été rédigée. Contrairement à ses prédécesseurs, cet opus est disponible gratuitement en ligne.
Le développement d'un nouveau STALKER 2 a été annoncé à l'Electronic Entertainment Expo 2018. Après de multiples reports dus à la guerre en Ukraine et à l'incendie de ses locaux praguois, GSC Game World publie une vidéo le 16 janvier 2024 dans laquelle on apprend que le jeu sera disponible le 5 septembre de la même année. Le jeu sortira sur PC et Xbox Series.